# Bożena Szewczul
Bożena Szewczul – polska zakonnica, kanonistka, doktor habilitowany nauk prawnych, profesor nadzwyczajny Uniwersytetu Kardynała Stefana Wyszyńskiego w Warszawie.

## Życiorys
Ukończyła studia w Akademii Teologii Katolickiej w Warszawie (obecnie Uniwersytet Kardynała Stefana Wyszyńskiego w Warszawie). W 2000 na Wydziale Prawa Kanonicznego Uniwersytetu Kardynała Stefana Wyszyńskiego w Warszawie na podstawie napisanej pod kierunkiem Juliana Kałowskiego rozprawy pt. Troska Kościoła o zachowanie patrimonium przez instytuty życia konsekrowanego na podstawie dokumentów kościelnych z lat 1917–1996 otrzymała stopień naukowy doktora nauk prawnych nauk prawnych w zakresie prawa kanonicznego, specjalność: prawo zakonne. Tam też w 2009 na podstawie dorobku naukowego oraz rozprawy pt. Działalność zakonodawcza bł. Honorata Koźmińskiego a nowe instytuty w Kościele Katolickim. Studium prawno-historyczne uzyskała stopień doktora habilitowanego nauk prawnych w zakresie prawa kanonicznego, specjalność: prawo zakonne. Została profesorem nadzwyczajnym UKSW zatrudnionym w Katedrze Ustroju Kościoła i Kanonicznych Form Życia Konsekrowanego, w której objęła stanowisko kierownika Zakładu Kanonicznych Form Życia Konsekrowanego.